# Otis College of Art and Design
Pour les articles homonymes, voir Otis.
Otis College of Art and Design est une école d'art et de design privée située à Los Angeles, en Californie. Fondée en 1918, il s'agit de la première école d'art professionnelle indépendante de la ville. Le campus principal est situé sur le site de l'ancien siège d'IBM Aerospace, au 9045 Lincoln Boulevard, à Westchester, à Los Angeles. 

## Histoire
Otis College of Art, longtemps considéré comme l'une des principales institutions artistiques de Californie, a été fondé en 1918, lorsque le fondateur du Los Angeles Times, Harrison Grey Otis, légua sa propriété située à Westlake, à Los Angeles, pour créer la première école d'art publique indépendante en Californie du Sud. Le campus principal actuel d'Otis College (depuis le printemps 1997) est situé dans le quartier de Westchester à Los Angeles, à proximité de l'aéroport international de la ville. Le bâtiment principal (construit en 1963) a été conçu par l'architecte Eliot Noyes pour IBM. Il est connu pour ses fenêtres de style « carte perforée ».

## Artistes en résidence
- Dans les années 1940 : Norman Rockwell
- 2005 : Shahzia Sikander
- 2006 : Masami Teraoka
- 2007 : Nancy Chunn
- 2008 : Mark Dean Veca

## Anciens étudiants
- Années 1920 : Bob Clampett, Ralston Crawford, Harwell Hamilton Harris, Edith Head, Arthur Hill Gilbert, John Hench, Paul Landacre, Ben H. Lewis[3], Edward L. Thrasher, Milford Zornes, Wilfred Jackson, Thomas McKimson, George Stanley (sculpteur), Alice Taylor Gafford
- Années 1930 : Gladys Aller, Harry Bowden, Philip Guston, Dorothy Jeakins, Tyrus Wong et Hideo Date.
- Années 1940 : John Altoon, Joseph Mugnaini, George Chann
- Années 1950 : John Baldessari, Billy Al Bengston, Robert Irwin, John Mason, Paul Soldner, Tom Van Sant, Stan Bitters, Kenneth Price, Dean Tavoularis, Virginia Jaramillo
- Années 1960 : Bas Jan Ader, Barry Le Va, Masami Teraoka, John Lees, Richard Pettibone, Norman Zammitt
- Années 1970 : Carlos Almaraz, Alonzo Davis, Dorothy Faison, Kim Gordon, David Hammons, Judithe Hernández, Bryan Hunt, Kerry James Marshall, May Sun, Kent Twitchell, Bruce Yonemoto, Coleen Sterritt, Roberto Gil de Montes, Judithe Hernandez
- Années 1980 : Diane Gamboa, Lawrence Gipe, Rebecca Jo Morales, Jim Rygiel, Alison Saar, Michael S. Smith, Patssi Valdez, Jeffrey Vallance, Darren Waterston, Ruben Ochoa, Sandow Birk, Tim Biskup, Rick Owens, Sarah Perry, Steve Roden, Lisa Teasley, Mark Dean Veca, Dawn Baillie, Liz Young
- Années 1990 : Abhay Deol, Gajin Fujita, Camille Rose Garcia, Eduardo Lucero, Khoi Vinh, Hideko Takahashi, Emma Ferreira, Garth Trinidad, Claire Pettibone.
- Années 2000 : David Tai Bornoff, Faris McReynolds, Hana Mae Lee, Mayuka Thaïs
- Années 2010 : Kour Pour

## Dans la culture populaire
Le film Art School Confidential (2006) a été partiellement tourné à Otis. Le professeur Gary Geraths de la Fondation Otis a travaillé comme consultant sur le film. 